# Kortslutning (album)
 For alternative betydninger, se Kortslutning (flertydig). (Se også artikler, som begynder med Kortslutning)
Kortslutning er den danske pop punk-sangerinde Celina Rees debutalbum. Det blev udgivet 6. oktober 2008 gennem Copenhagen Records. Visse af sangene er skrevet i samarbejde med Rune Braager.

## Modtagelse
GAFFA skrev i sin anmeldelse af Kortslutning at "Celina Ree har det meste: Radioegnede melodier, autentisk attitude og et plakatvenligt udseende", men kritiserede albummet for dets sangtekster som var fulde af "misforståede metaforer", "dansk-engelsk sprogforbistring" og "poesibogsvendinger".
Kvindemagasinet Bazar skrev at albummet indeholdt flere potentielle hits, og at teksterne "kan man hurtigt lære at skråle med på, men måske varer det heller ikke længe før man bliver træt af dem." Omvendt roser Vi Unge albummet for dets "superpersonlige tekster" som "rammer lige i hjertet", og skriver at Celina Ree har "kurs mod stjernerne i rockhimlen".
Anmelder Ole Jakobsen fra DR Musik skrev at de tunge guitarriffs "næsten ekkoer af Rammstein" i de bedste øjeblikke, at albummet er på grænsen til kliché men konkluderer at det "faktisk er ganske vellykket".

## Trackliste
1. "Adrenalin" – 3:04
2. "Kortslutning" – 3:32
3. "12. time" – 3:37
4. "Se dig selv i mig" – 3:39
5. "Mørkeræd" – 3:41
6. "Savner dig sindssygt" – 3:55
7. "Når du rør ved mig" – 3:28
8. "I sort" – 4:10
9. "Tænd et lys" – 3:34
10. "Sig nu hvad du vil sige" – 4:05
11. "Evighed" – 2:58

## Fodnoter
1. 1 2  "Basim vs. Celina Ree – Musik til børn". Arkiveret fra originalen 10. december 2008. Hentet 27. december 2008.
2. 1 2  Anmeldelse af Kortslutning (Webside ikke længere tilgængelig) i Bazar.
3. ↑  "Kortslutning på gucca.dk". Arkiveret fra originalen 25. juni 2009. Hentet 27. december 2009.
4. ↑  Kortslutning på CDON.com
5. ↑  Rune Braager Arkiveret 19. december 2008 hos  Wayback Machine på MySpace
6. ↑  Anmeldelse af Kortslutning Arkiveret 24. november 2011 hos  Wayback Machine på GAFFA.dk
7. ↑  Anmeldelse af Kortslutning Arkiveret 9. juni 2009 hos  Wayback Machine i Vi Unge